# Clostridium grantii
Clostridium grantii è una specie di batterio appartenente alla famiglia delle Clostridiaceae.